# Potentilla collina
Potentilla collina är en rosväxtart som beskrevs av August Wilhelm Eberhard Christoph Wibel. Potentilla collina ingår i Fingerörtssläktet som ingår i familjen rosväxter. Inga underarter finns listade i Catalogue of Life.

## Bildgalleri

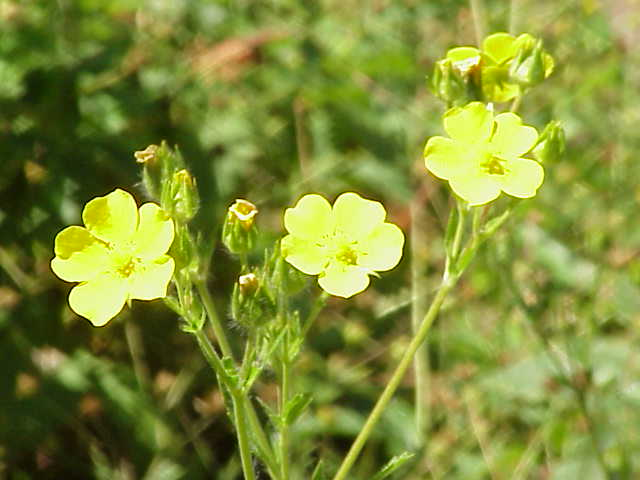
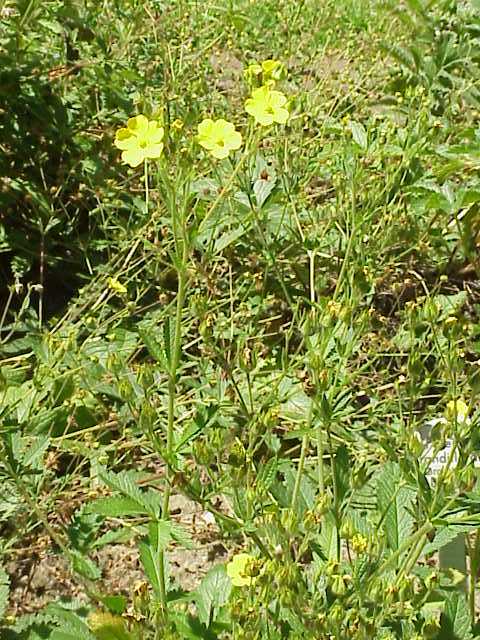
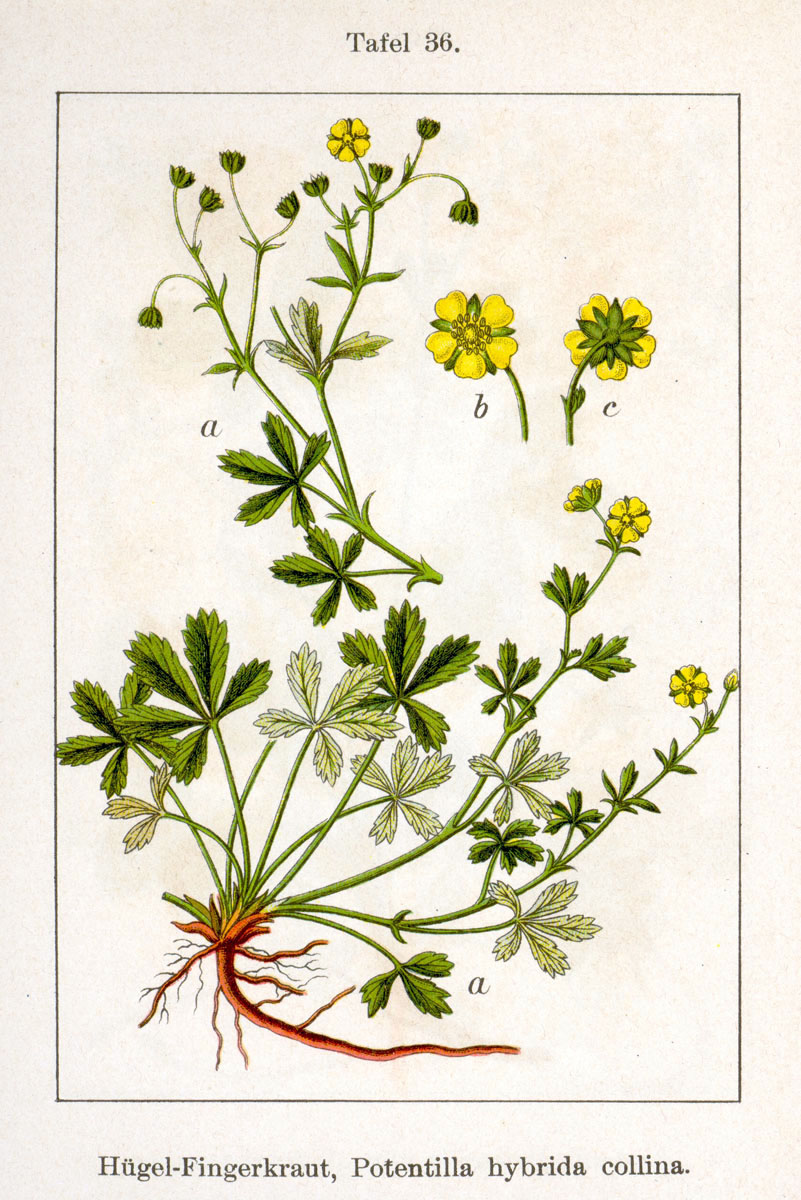